# Europa Nostra-díj
Az Europa Nostra díj az Európai Unió műemlékvédelmi díja.
A 200 civil szervezet szövetségeként létrejött Europa Nostra szervezet 1978 óta díjazta a műemlék-helyreállításokat. 2002 óta a díj az Európai Unió hivatalos kitüntetésévé vált. A díjak kiosztása hat csoportban történik:
- kiemelkedő helyreállítás az
  - épített örökség
  - kultúrtáj
  - műtárgy gyűjtemény
  - archeológiai feltárás terén.
- kiemelkedő tanulmány a kulturális örökség területén
- kiemelkedő egyéni vagy közösségi teljesítmény az örökségvédelem terén.

Évente legfeljebb hat érmet és harminc oklevelet ítélnek oda. A díjnyertes épületekre bronz plakett kerül.

## Díjazottak
| Év   | Kategória                            | Név                                                             | Város            | Ország                                        |
| ---- | ------------------------------------ | --------------------------------------------------------------- | ---------------- | --------------------------------------------- |
| 2023 | Megóvás és adaptív újrafelhasználás  | Gőzsörfőzde                                                     | Lobeč            | Csehország                                    |
| 2023 | Megóvás és adaptív újrafelhasználás  | Friluftsskolen szabadtéri iskola                                | Koppenhága       | Dánia                                         |
| 2023 | Megóvás és adaptív újrafelhasználás  | Hôtel de la Marine                                              | Párizs           | Franciaország                                 |
| 2023 | Megóvás és adaptív újrafelhasználás  | Velencei királyi kertek                                         | Velence          | Olaszország                                   |
| 2023 | Megóvás és adaptív újrafelhasználás  | Városi Faépítészeti Múzeum                                      | Vilnius          | Litvánia                                      |
| 2023 | Megóvás és adaptív újrafelhasználás  | Veit Stoss oltára a Mária-bazilikában                           | Krakkó           | Lengyelország                                 |
| 2023 | Megóvás és adaptív újrafelhasználás  | A Funchali székesegyház mudéjar mennyezete                      | Funchal, Madeira | Portugália                                    |
| 2023 | Megóvás és adaptív újrafelhasználás  | Devai híd                                                       | Gipuzkoa         | Spanyolország                                 |
| 2023 | Megóvás és adaptív újrafelhasználás  | Az Eslonzai Szent Péter-kolostor romjai                         | Gradefes         | Spanyolország                                 |
| 2023 | Megóvás és adaptív újrafelhasználás  | Cleveland-medencék                                              | Bath             | Egyesült Királyság                            |
| 2023 | Kutatás                              | Tudományos–régészeti tanulmányok Jereovjki megőrzéséhez         |                  | Örményország / Franciaország                  |
| 2023 | Kutatás                              | A venetói proto-ipari építészet Palladio korában                |                  | Olaszország                                   |
| 2023 | Kutatás                              | Az Arte Xavega kézműves halászati technika megőrzése            |                  | Portugália                                    |
| 2023 | Kutatás                              | MINIARE: a kéziratos örökség művészete és tudománya             | Cambridge        | Egyesült Királyság                            |
| 2023 | Oktatás, képzés és készségfejlesztés | MADE IN: kézműves és formatervezési elbeszélések                |                  | Ausztria / Horvátország / Szlovénia / Szerbia |
| 2023 | Oktatás, képzés és készségfejlesztés | ACTA VISTA                                                      | Marseille        | Franciaország                                 |
| 2023 | Oktatás, képzés és készségfejlesztés | Ácsok határok nélkül                                            | Párizs           | Franciaország                                 |
| 2023 | Oktatás, képzés és készségfejlesztés | Történelmi hajók helyreállításával foglalkozó nemzeti központok |                  | Norvégia                                      |
| 2023 | Oktatás, képzés és készségfejlesztés | A vizek útkeresői                                               | Duna-delta       | Románia                                       |
| 2023 | A polgárok bevonása és tudatosítás   | Meeri falusi tér                                                | Antwerpen        | Belgium                                       |
| 2023 | A polgárok bevonása és tudatosítás   | Budapest100                                                     | Budapest         | Magyarország                                  |
| 2023 | A polgárok bevonása és tudatosítás   | Írország Irodalmi Múzeuma (MoLI)                                | Dublin           | Írország                                      |
| 2023 | A polgárok bevonása és tudatosítás   | Nyitva az Ön számára                                            |                  | Olaszország                                   |
| 2023 | A polgárok bevonása és tudatosítás   | ALMADA projekt                                                  | Lisszabon        | Portugália                                    |
| 2023 | A polgárok bevonása és tudatosítás   | Via Transilvanica                                               |                  | Románia                                       |
| 2023 | A polgárok bevonása és tudatosítás   | Un-archiving Post-industry                                      |                  | Ukrajna                                       |
| 2023 | A kulturális örökség bajnokai        | Hambis Tsangaris                                                |                  | Ciprus                                        |
| 2023 | A kulturális örökség bajnokai        | Sergio Ragni                                                    |                  | Olaszország                                   |
| 2023 | A kulturális örökség bajnokaie       | Cláudio Torres                                                  |                  | Portugália                                    |
| 2023 | A kulturális örökség bajnokai        | Saving Ukrainian Cultural Heritage Online (SUCHO)               |                  | Ukrajna / nemzetközi projekt                  |

## Fődíjak 2012
- Építészeti örökség megőrzése:

The Poundstock Gildhouse Bude, Cornwall, (Egyesült Királyság)
Averof épület – Építészeti Iskola, Nemzeti Műszaki Egyetem Athén (Görögország)
2. számú Nagyolvasztó Sagunto (Spanyolország)
- Kutatás: The Augustus Botanical code of Ara Pacis (Az Ara Pacis botanikai elemzése) Róma (Olaszország)
- Örökségvédelem területén nyújtott kiemelkedő szolgálatért: Kovács Piroska, Máréfalva (Románia)
- Oktatás, tréning: Örökségi helyszín fejlesztése - Norwegian Heritage Foundation (Norvégia)

## Fődíjak 2011

### Építészeti örökség megőrzése
- 's Hertogenmolens (the Duke’s Mills), Aarschot, Belgium
- Station Antwerpen Centraal (Antwerp Central Station), Antwerp, Belgium
- Villa Empain, Brussels, Belgium
- L'Abbaye d’Ardenne, Saint Germain la Blanche Herbe, Basse-Normandie, Franciaország
- Conservation of furniture in Boulle-Technique, Munich, Németország
- Ancient Messene, Messenia, Görögország
- BK City, Delft, Hollandia
- Spichlerz Błękitny Baranek (Blue Lamb Granary), Gdańsk, Lengyelország
- Los tapices de Pastrana (Tapestries of Pastrana), Pastrana, Guadalajara, Spanyolország
- Preindustrial buildings in Ademuz / Sesga, Ademuz, Valencia, Spanyolország
- The Hackfall woodland garden, Grewelthorpe, North Yorkshire, Egyesült Királyság
- Kisha e Shën Gjergjit (The church of St. George), Shipcka, Albánia

### Kutatás
- Európai fatemplomok és harangtornyok kutatása, Prága, Csehország
- Építészeti örökség Nicosia város védőzónájában, Ciprus
- Nyugat-európai nádfedelek kutatása az Asztúriáktól Izlandig, Madrid, Spanyolország

### Örökségvédelem területén nyújtott kiemelkedő szolgálatért
- Tomáš Durdík, Prága
- Förderverein Kloster Bredelar e.V. (Bredelar monostor baráti köre), Marsberg
- Bond Heemschut (örökségvédelmi egyesület), Amszterdam
- Szymon Modrzejewski, Nowica
- Hans-Christian Habermann, Nagyszeben

### Oktatás, tréning és felkészülés
- Monumental churches of Antwerp, Belgium
- Hart voor volkscafés (Heart for people’s cafés) in Flanders and Brussels, Belgium
- 4 grada Dragodid – Preserving dry-stone masonry techniques of the Eastern Adriatic, Zagreb, Horvátország
- ArtZuid Foundation – sculptures and architecture in Amsterdam, Hollandia
- Education centre and restoration of the monastery of San Millán de Yuso, San Millán de la Cogolla, La Rioja, Spanyolország
- Weald & Downland open air museum, Chichester, West Sussex, Egyesült Királyság
- Hampshire & Wight Trust for Maritime Archaeology, Southampton, Egyesült Királyság

## Fődíjak 2010
- Építészeti örökség megőrzése:

Le Collège des Bernardins, Párizs (Franciaország)
Neues Museum, Berlin (Németország)
Római színház, Cartagena (Spanyolország)
- Kutatás:  Levél-projekt –  Vincent van Gogh levelei, Amszterdam (Hollandia)
- Örökségvédelem területén nyújtott kiemelkedő szolgálatért:  Nils Vest, Koppenhága (Dánia)
- Oktatás: Baerwaldbad - Közfürdő megóvása szakoktatás keretében, Berlin (Németország)

## Fődíjak 2009
- Építészeti örökség megőrzése:

Kesälahti harangtorony (Finnország)
Mátra Múzeum,  Gyöngyös (Magyarország)
Szent Faustino és Giovita temploma (Olaszország)
Newcastle-Gateshead-i híd a Tyne felett (Egyesült Királyság)
- Kutatás: A globális klímaváltozás hatása az épített örökségre és a kultúrtájra, Noé Bárkája projekt (Olaszország)
- Örökségvédelem területén nyújtott kiemelkedő szolgálatért: Dr. Glenn Murray (Spanyolország)
- Oktatás: Fenntarthat Égei-program (Görögország)

## Díjak 2008
- Építészeti örökség megőrzése:

A Český Krumlov-i felső vár déli homlokzatának megóvása (Cseh Köztársaság)
Szkarkosz régészeti lelőhely megóvása Iosz szigetén (Görögország)
A rotterdami Van Nelle Gyár felújítása és hasznosítása (Hollandia)
- Kutatás: A spanyolországi katonai erődítmények leltára, Asociación Española de Amigos de los Castillos (Spanyolország)
- Örökségvédelem területén nyújtott kiemelkedő szolgálatért: Stichting Stadsherstel Hoorn (Hollandia)
- Oktatás: The International Built Heritage Conservation Oktatási Központja a bonchidai Bánffy-kastélyban (Románia)

## Fődíjak 2007
- Építészeti örökség megőrzése: Sarica templom (Törökország)
- Kultúrtáj megőrzése: Santo Stefano di Sessanio (Olaszország)
- Művészeti alkotás megőrzése: Farbdiaarchiv zur Wand- und Deckenmalerei (Németország)
- Kiemelkedő tanulmány: The Atlantic Wall Linear Museum (Olaszország / Belgium / Franciaország)
- Örökségvédelem területén nyújtott kiemelkedő szolgálatért: The Mihai Eminescu Trust (Románia / Egyesült Királyság)

## Fődíjak 2006
- Építészeti örökség megőrzése: 16. századi Omeriye török fürdő, Nicosia (Ciprus)
- Kultúrtáj megőrzése: Via de la Plata, Extremadura (Spanyolország)
- Művészeti alkotás megőrzése: Edward Chambré Hardman fotógyűjtemény, Liverpool (Egyesült Királyság)
- Kiemelkedő tanulmány: Dr. Anna Sulimowska-Ociepka és a Sziléziai Műegyetem a felső-sziléziai szénbánya-telepek kutatásáért és a revitalizációs stratégia megalkotásáért
- Örökségvédelem területén nyújtott kiemelkedő szolgálatért: Maisons Paysannes de France nonprofit egyesület

## Fődíjak 2004
- Segesvári Hegyitemplom – építész Benczédi Sándor, Sepsiszentgyörgy

## Europa Nostra-díjjal elismert magyarországi műemlék-felújítások
- 1982: Szenna, Falumúzeum
- 1988: Apostag, zsinagóga
- 1989: Győr, belváros felújítása

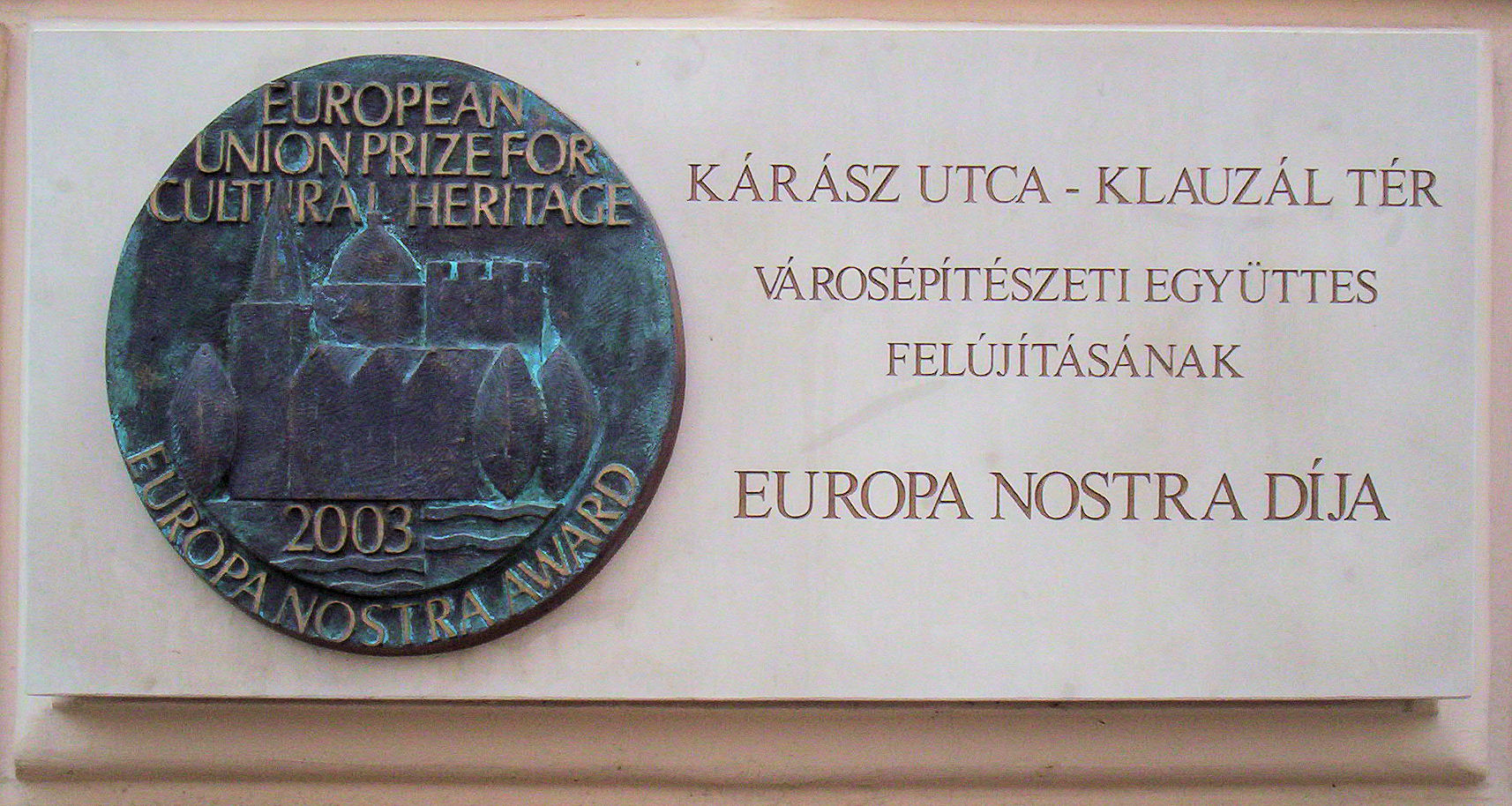
Az Europa Nostra-díj elnyerését megörökítő bronz plakett és emléktábla a szegedi Klauzál téren

- 1989: Székesfehérvár, palotavárosi skanzen
- 1990: Pápa, Esterházy-kastély kápolna
- 1992: Magyarpolány, falumegújítás
- 1993: Siklós, dzsámi
- 1994: Szántódpuszta, major
- 1995: Ócsa, református templom
- 1997: Budapest, Vidámpark - körhinta, Budapest, Új Színház és Szamosújlak, református templom
- 1998: Sonkád, református templom
- 2000: Budapest, Elefántház - Állatkert
- 2001: Fertőd, Esterházy-kastély - kápolna
- 2002: Budapest, Szabó Ervin Könyvtár Központi épülete, Millenáris Park és a Kodály körönd helyreállításának terve
- 2003: Budapest, Barabás-villa és Szeged Klauzál tér-Kárász utca rekonstrukció
- 2003: Szeged, Kárász utca-Klauzál tér városépítészeti együttesének felújítása
- 2004: Gyügye, református templom
- 2005: Mád, zsinagóga
- 2006: Budapest, Uránia Nemzeti Filmszínház
- 2007: Budapest, New York-palota és Ferihegy I. terminál
- 2008: Doba, Erdődy-kastély parkjának felújítási terve
- 2009: Gyöngyös, Orczy-kastély[2]
- 2013: Alsóbogát, Festetics–Inkey-kastély[3]
- 2015: Budapest,Zeneakadémia[4]
- 2020: Budapest, Szépművészeti Múzeum[5]